# Salvatore Leonardi
Salvatore Leonardi (Catania, 16 giugno 1939) è un politico italiano, ex presidente della Provincia di Messina ed ex Sindaco di Messina.
Sposato, tre figli (uno dei quali, Giovanni, è professore associato presso la facoltà di ingegneria dell'Università di Reggio Calabria e Direttore del dipartimento DICEAM), laureato in giurisprudenza, è stato segretario generale del Policlinico universitario di Messina (dal 1973 al 1985), direttore amministrativo dell'Università di Reggio Calabria e Catanzaro (1985-1996), direttore generale dell'Azienda policlinico universitario di Messina (1996-1998). Esponente della Democrazia Cristiana, è stato consigliere comunale e assessore di Messina (1980-1994). Nel 1993 è stato eletto sindaco di Messina per 10 mesi, riconfermato poi dal '98 fino al 2003. 
È stato eletto Presidente della provincia nel turno elettorale del 2003 (elezioni del 25 maggio), raccogliendo il 65,5% dei voti in rappresentanza di una coalizione di centrodestra.
Era sostenuto, in Consiglio provinciale, da una maggioranza costituita da:
- UDC
- Forza Italia
- Alleanza Nazionale
- Nuovo PSI
- Nuova Sicilia
- Patto per la Sicilia
- PRI
- Liberalsocialisti

Il mandato amministrativo è scaduto nel 2008.